# Pollenhöschen
Das Pollenhöschen, Pollenkorb oder Corbiculae ist ein Teil des Schienbeins an den Hinterbeinen bestimmter Bienenarten. Sie benutzen diese Struktur, um Pollen zu ernten und zum Nest oder Bienenstock zu tragen. Andere Bienenarten haben stattdessen Scopae.

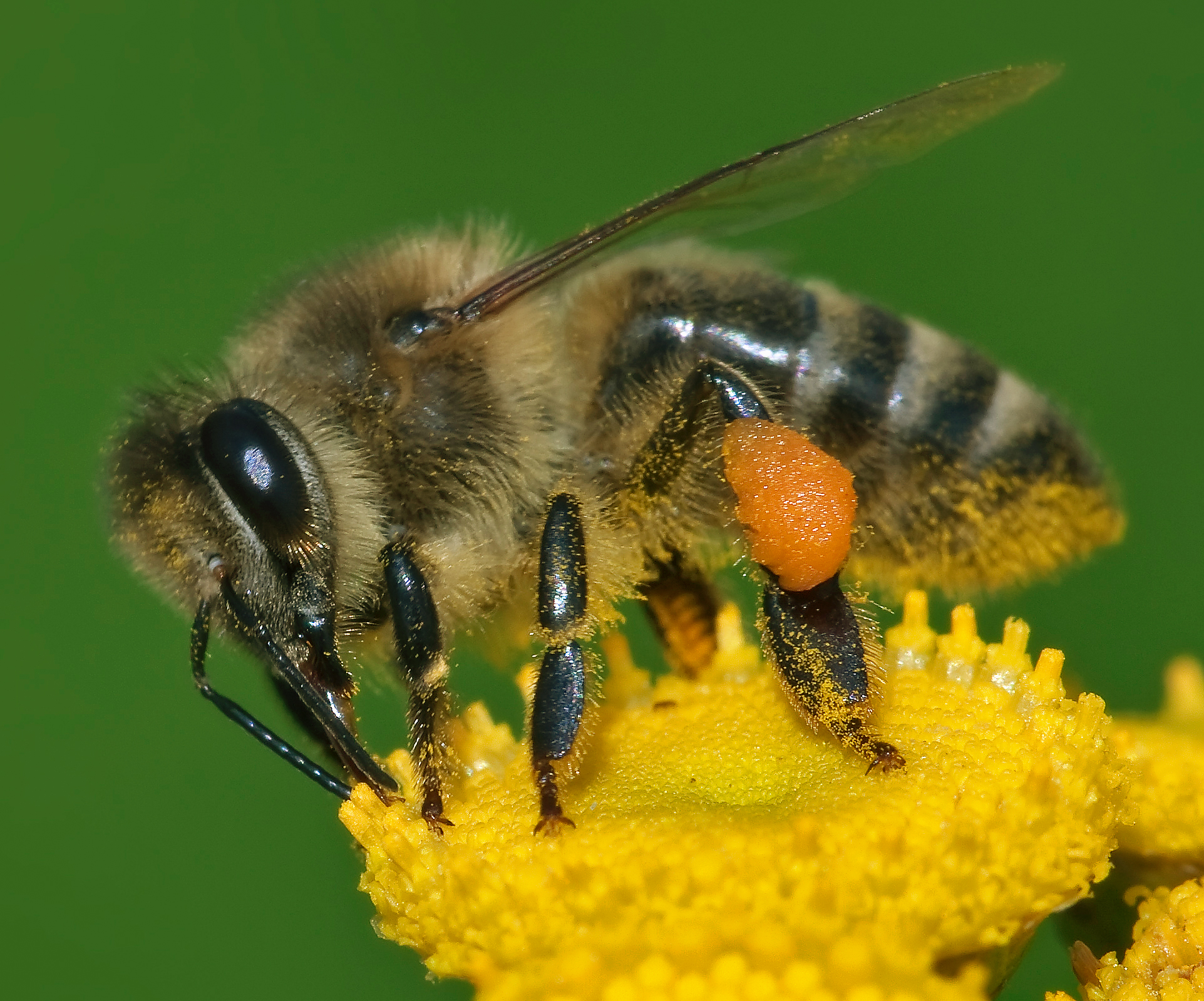
Honigbiene mit Pollenhöschen am Hinterbein

## Aufbau und Funktion
Bienen in vier Stämmen der Familie Apidae, Unterfamilie Apinae: die Honigbienen, Hummeln, stachellosen Bienen und Orchideenbienen haben Corbiculae. Sie ist ein polierter Hohlraum, der von einem Haarsaum umgeben ist, in den die Biene den Pollen sammelt; die meisten anderen Bienen besitzen eine Struktur, die Scopa genannt wird, die eine ähnliche Funktion hat, aber eine dichte Masse von verzweigten Haaren ist, in die der Pollen hineingedrückt wird, wobei die Pollenkörner in den engen Räumen zwischen den Haaren festgehalten werden. Die Honigbiene befeuchtet die Vorderbeine mit ihrer herausgestreckten Zunge und bürstet den Pollen, der sich auf dem Kopf, dem Körper und den vorderen Anhängseln gesammelt hat, zu den Hinterbeinen. Der Pollen wird auf die Pollenwabe an den Hinterbeinen übertragen und dann gekämmt, gepresst, verdichtet und auf die Corbicula an der Außenfläche der Tibia der Hinterbeine übertragen.
Bei Apis-Arten fungiert ein einzelnes Haar als Stift, der die Mitte der Pollenladung festhält. Der trockene Pollen wird entweder mit Honig oder Nektar befeuchtet, wodurch das Produkt entsteht, das als Bienenpollen oder Bienenbrot bekannt ist. Durch das Mischen des Pollens mit Nektar oder Honig verändert sich die Farbe des Pollens. Die Farbe des Pollens kann helfen, die Pollenquelle zu identifizieren.